# Túgvan i Halgafelli
Túgvan i Halgafelli è un rilievo alto 400 metri sul mare situata sull'isola di Suðuroy, situata nell'arcipelago delle Isole Fær Øer, in Danimarca.